# Чермаев, Серж
Серж Черма́ев (имя и фамилия при рождении: Сергей Давидович Исако́вич, англ. Serge Ivan Chermayeff (Issakovich, Issakowitch); 8 октября 1900 года, Грозный, Российская Империя — 8 мая 1996 года, Велфлит (англ.), США) — английский и американский архитектор, сооснователь Американской лиги планировщиков и архитекторов (англ. American Society of Planners and Architects).

## Биография
Серж Чермаев (Исакович) родился в Грозном, в семье богатых еврейских нефтепромышленников. Его отцу, инженеру Давиду Иосифовичу Исаковичу, принадлежал выстроенный в 1895 году завод «Успех», один из четырёх построенных силами акционерных обществ на Северо-Восточном Кавказе нефтеперерабатывающих заводов, и позже заводы «Ахвердов» и с 1912 года «Польза», а также керосиновый завод. Инженером Д. И. Исаковичем, одним из пионеров нефтеперерабатывающей промышленности, в 1900—1901 годах был выстроен завод для вторичной перегонки газолинов для общества «И. А. Ахвердов и К°» из 5-ти паровых кубов, снабжённых дефлегматорами и введено устройство, позволяющее использовать лигроин для непосредственного горения под котлами, в 1914 году введены ректификационные колонны с кирпичной насадкой в клетку, воздушно-кислотная очистка бензинов и ряд других новшеств и изобретений. Мать — Юдифь Исакович. По семейной легенде, Исаковичи были сефардского происхождения, переселились из Испании на Северный Кавказ, и привнесли туда новые способы производства поголовья крупного рогатого скота.
В 1910 году родители послали его учиться в Англию, где он окончил школу в Хампстеде, но не смог закончить архитектурное образование, поскольку революция 1917 года разорила семью. В 1924 году после долгих поисков работы в Европе и Латинской Америке, начинающий архитектор сменил фамилию с Исакович (англ. Issakowitch) на Чермаев (англ. Chermayeff) по совету тёти, чтобы не быть объектом нападок антисемитов, занялся проектированием интерьеров, и в течение следующих нескольких лет стал ведущей фигурой в этой области.
К началу 1930-х годов он занялся индустриальным дизайном и архитектурой. В 1933 году основал совместный офис с бежавшим из Германии от нацистов Эрихом Мендельсоном. Их сотрудничество привело к появлению модернизма в Британии. В 1940 году война и банкротство принудили его иммигрировать в Америку.
Здесь он продолжил свою архитектурную практику и проявил себя как талантливый педагог и ученый. Сначала — в Калифорнийской школе изящных искусств (англ. California School of Fine Arts), затем — в Чикагском Технологическом Институте (англ. IIT Institute of Design, Chicago), в Гарвардском университете, в Йельском университете и в Массачусетском Технологическом Институте.
Опубликовал несколько книг по архитектуре, в том числе «Community and Privacy» (совместно с англ. Christopher Alexander, 1964) и «The Shape of Community» (совместно с англ. Alexander Tzonis, 1971).
Его сыновья Питер Чермаев (англ.) и Айван Чермаев также стали известными архитекторами и дизайнерами.

## Публикации
- Community and Privacy (в соавторстве с англ. Christopher Alexander), 1964. ASIN: B0007EG8VE
- The Shape of Community (в соавторстве с англ. Alexander Tzonis), Penguin, 1971. ISBN 978-0-14-021199-3.
- Design and the Public Good: Selected Writings 1930—1980 (в соавторстве с англ. Richard A. Plunz). The MIT Press, 1983. ISBN 978-0-262-16088-9.